# Queens' College (Londres)

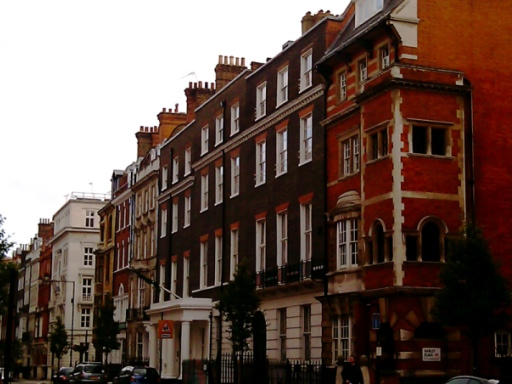
Façade de Queens' College en 2011.

Le Queens' College de Londres fut fondé en 1848 par le théologien et socialiste Frederick Denison Maurice. Il fut le premier établissement d'enseignement supérieur féminin à obtenir une Charte royale en 1853.

## Anciennes élèves
- Asma el-Assad, première dame de Syrie
- Gertrude Bell, exploratrice
- Annie Leigh Browne, suffragiste
- Frances Buss, directrice d'école
- Florence Farr, actrice-administratrice
- Kathleen Kennedy Cavendish
- Katherine Mansfield, écrivaine
- Deborah Moggach, écrivaine
- Margaret Morris, danseuse
- Mary Eliza Porter, pédagogue et féministe